# Puerto de Punta del Este
El Puerto de Punta del Este también conocido como Puerto Nuestra Señora de la Candelaria, es un puerto deportivo internacional ubicado en Punta del Este, Maldonado, Uruguay.

## Ubicación

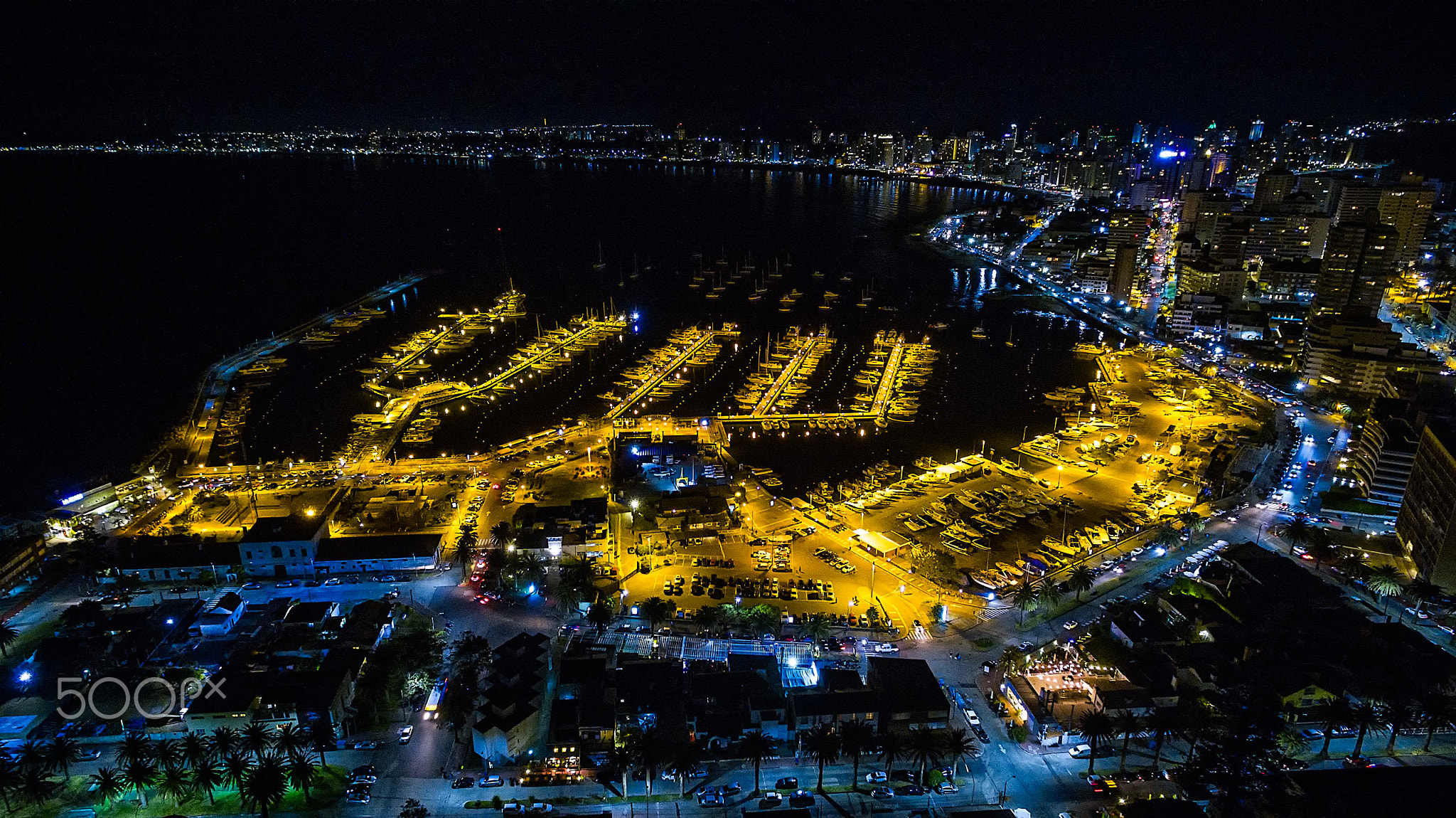
Vista del Puerto de Punta del Este por la noche, año 2016.

Está ubicado en la confluencia del Río de la Plata y Océano Atlántico y ofrece para el atraque de embarcaciones deportivas: cinco marinas, amarres a muro y a borneo y una escollera de protección con muelle.
Latitud: 34° 57’.8 S Longitud: 54° 57’ W

## Capacidad
- Amarras: 538
- Muro: 430
- Borneo: 108

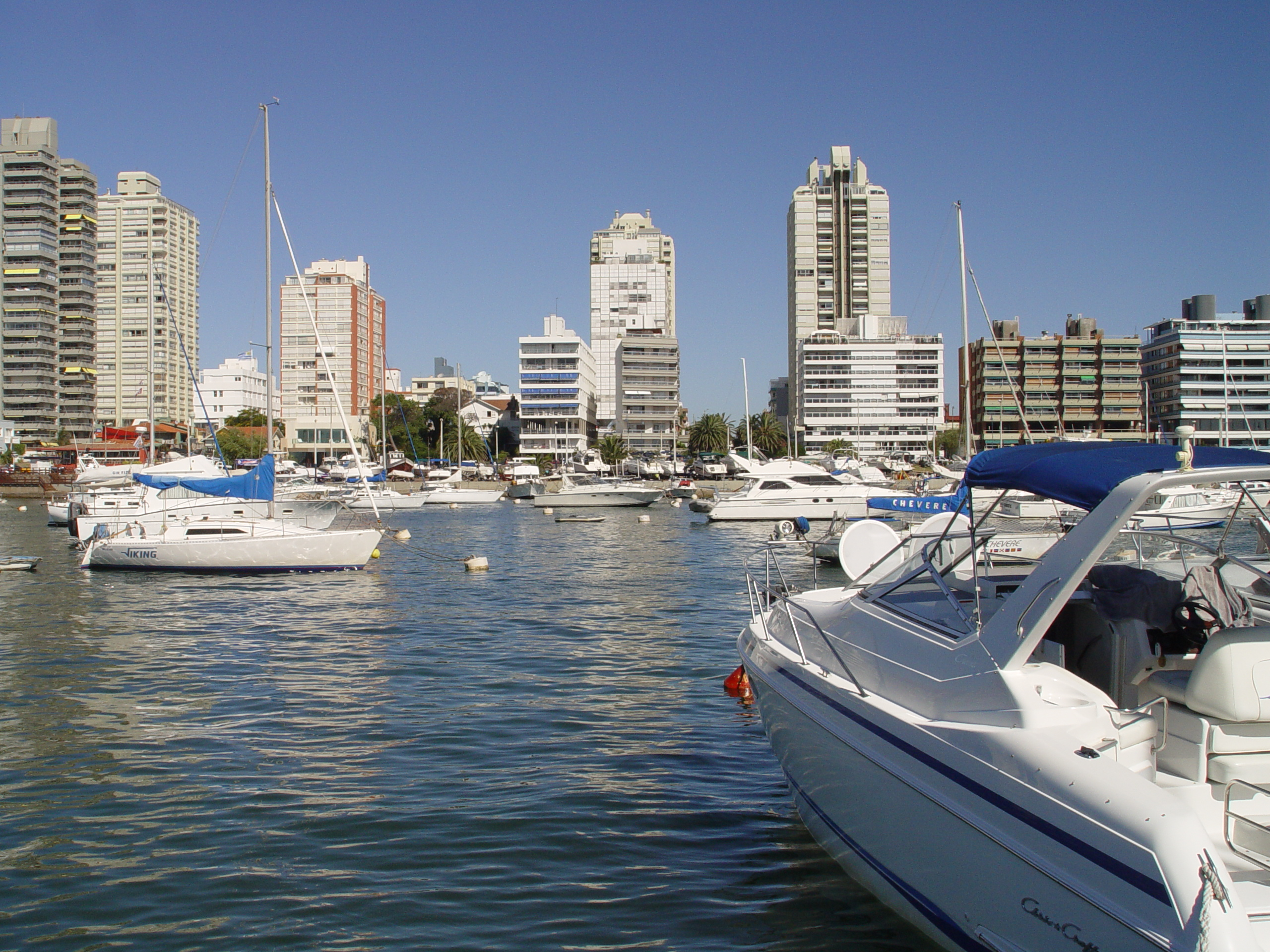
Vista del Puerto de Punta del Este.

- Amarre a muelle: 340 embarcaciones deportivas
- Amarre a borneo: 167 embarcaciones deportivas
- Capacidad de embarcaciones varadas en explanada: 400 embarcaciones deportivas
- Embarcaciones de tráfico: 17 embarcaciones
- Pesqueros Artesanales: 27 embarcaciones
- Calado general: 3 metros

## Horario de atención

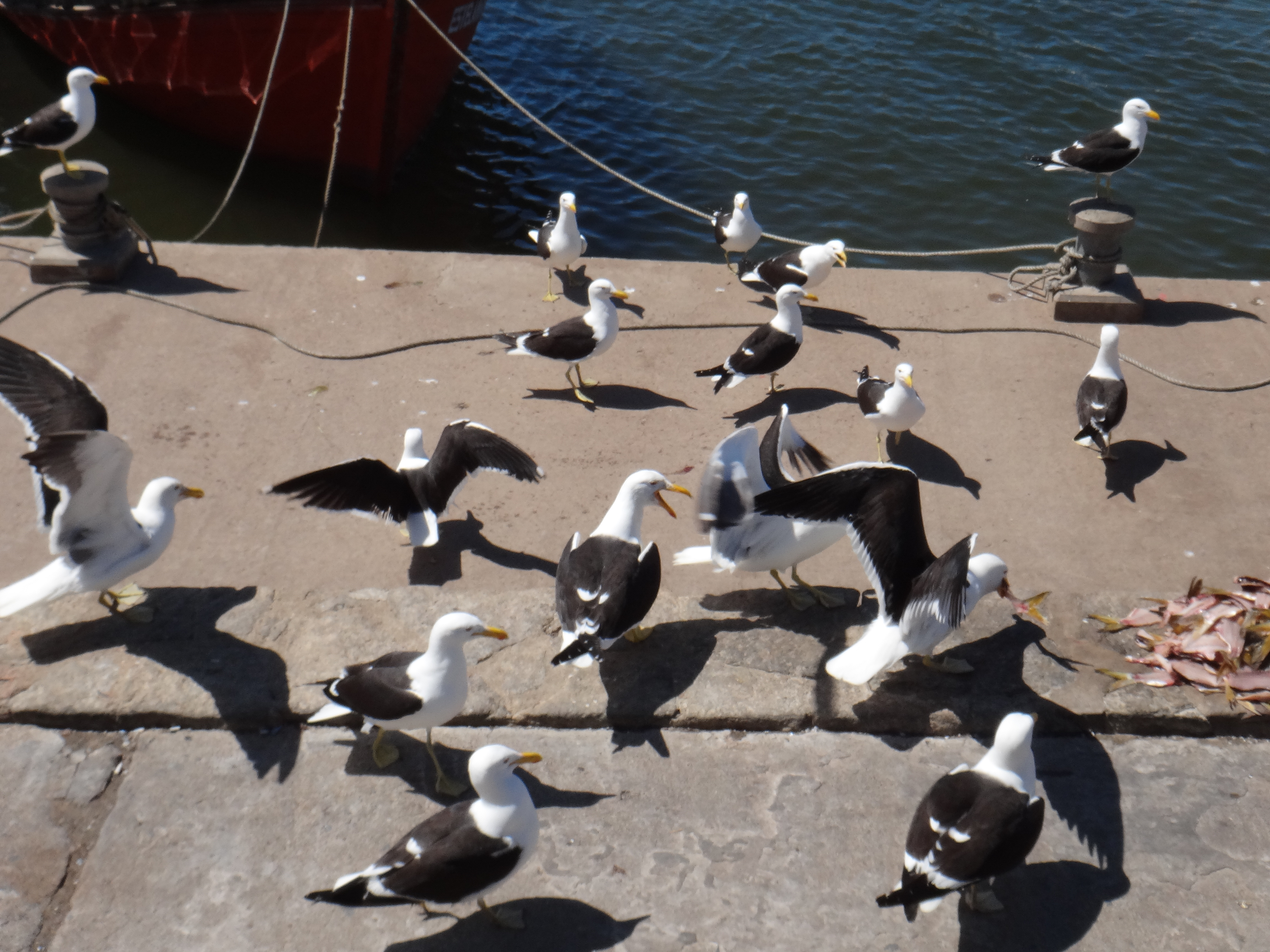
Gaviotas en el Puerto de Punta del Este, Maldonado, Uruguay

Período desde el 1 de abril al 30 de septiembre:
- De lunes a viernes de 9:15 a 16:30.
- Los sábados y domingos de 10:00 a 16:30.
- Feriados cerrado

Período desde 1 de octubre hasta el 31 de marzo:
- De lunes a domingos de 9:00 a 18:00.

Teléfonos:(598 42) 446 121 - 443 490 - 443 787

## Características

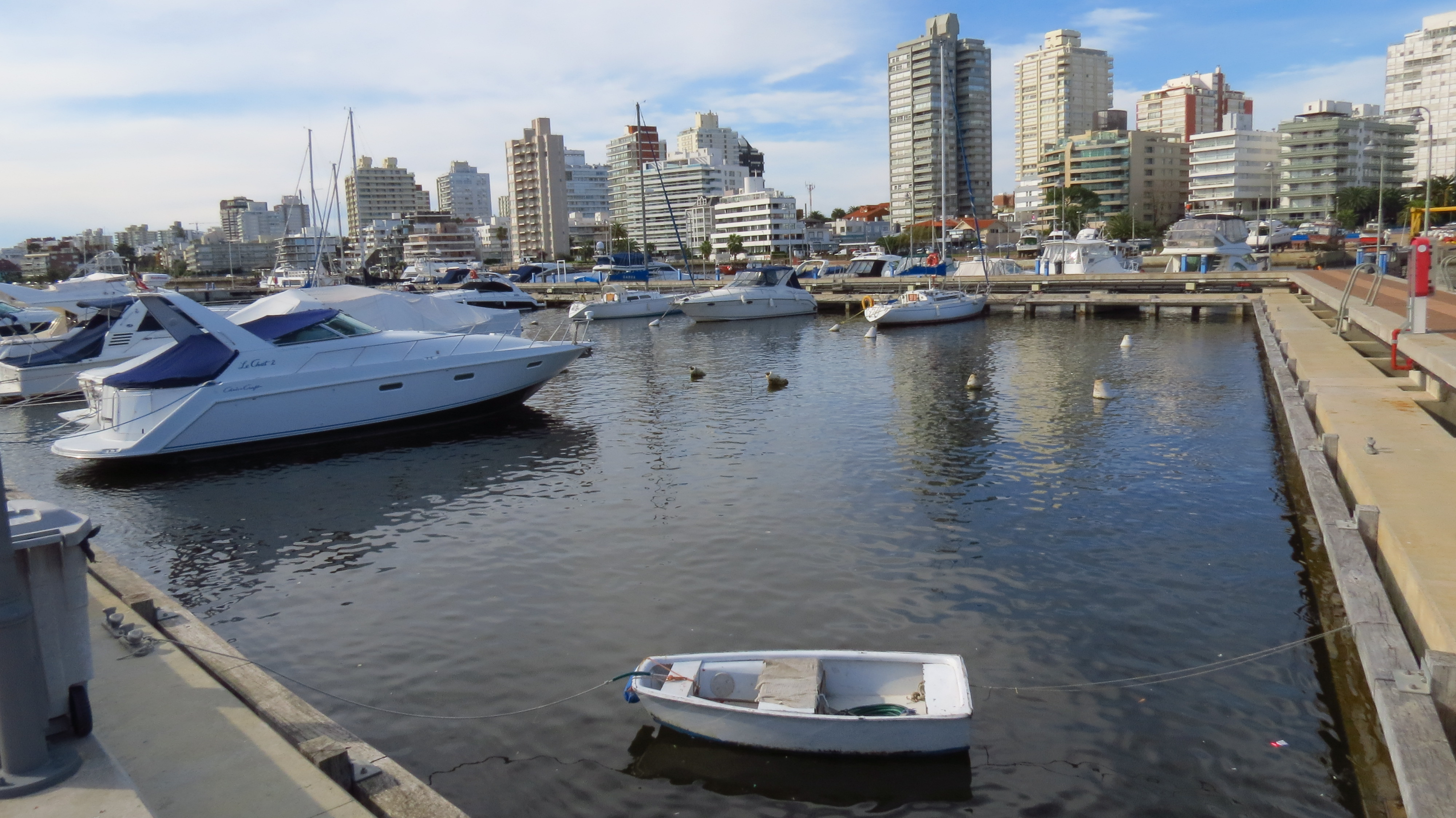
Pequeña embarcación pesquera en el Puerto de Punta del Este

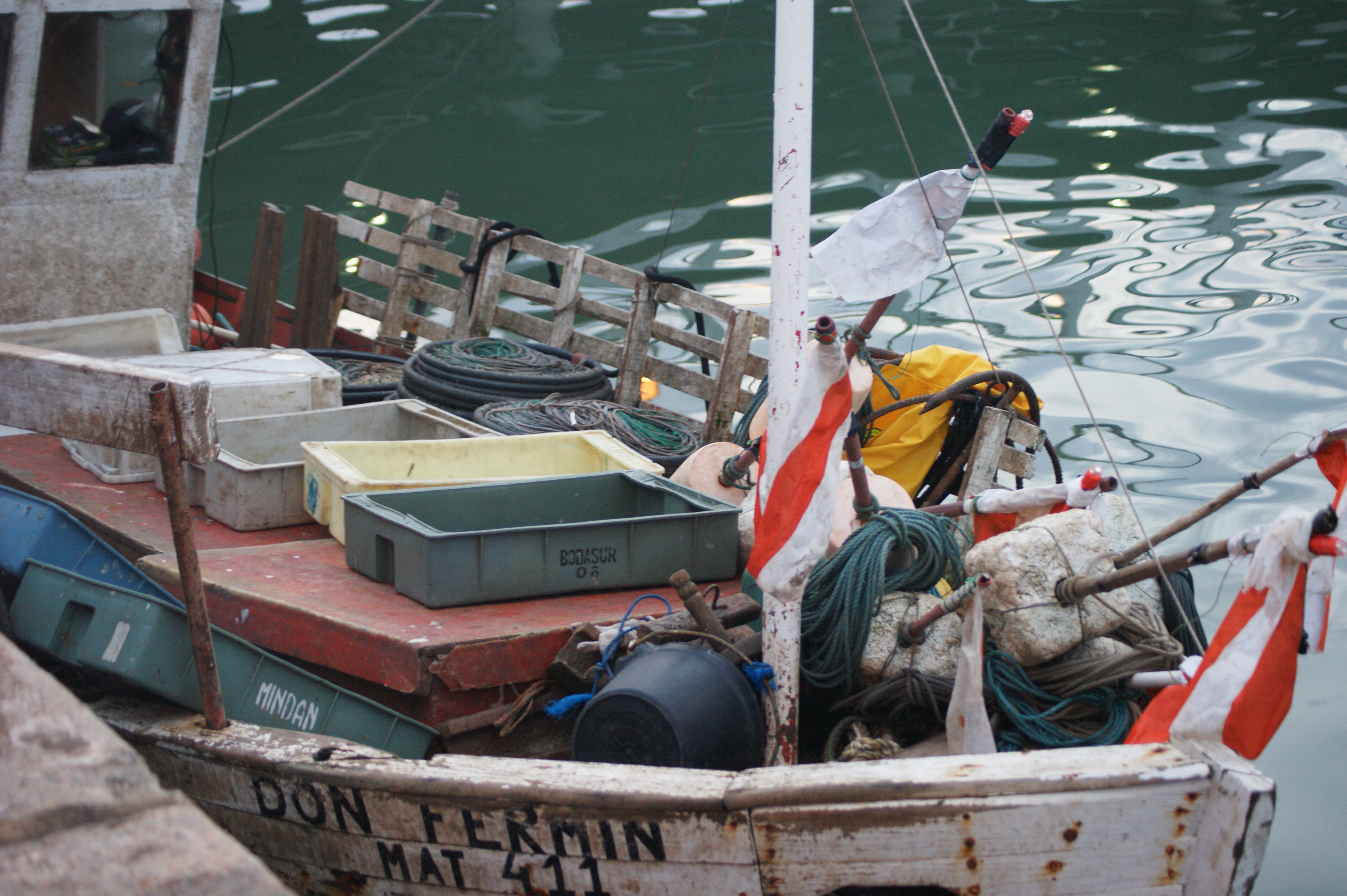
Pequeña embarcación pesquera en el Puerto de Punta del Este

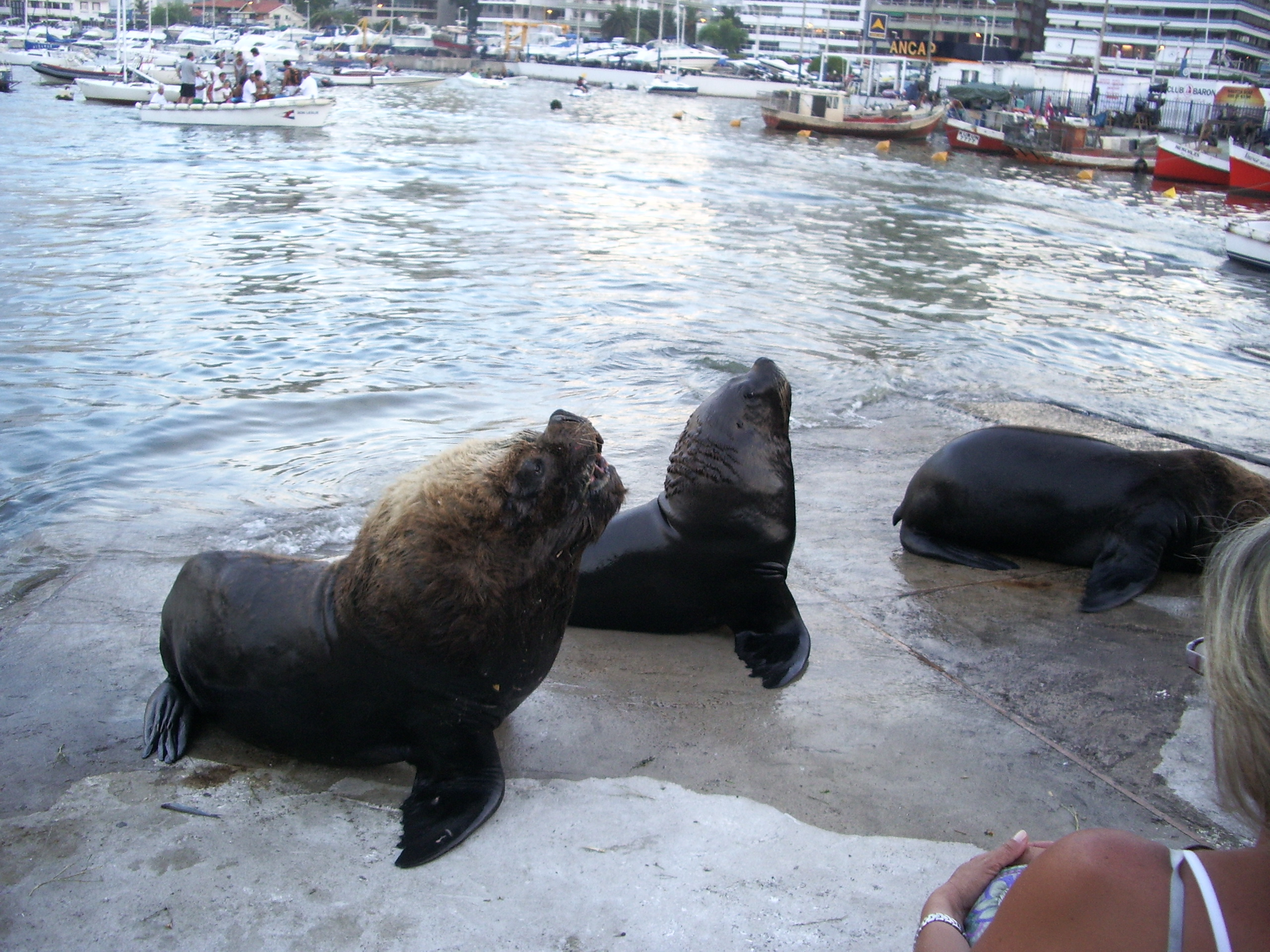
Lobos marinos en el Puerto de Punta del Este, Maldonado, Uruguay

El Puerto de Punta del Este tiene un total de 490 amarras y un espacio en tierra para aproximadamente de 350 embarcaciones. En el puerto también atracan pequeñas embarcaciones pesqueras que proveen de mercadería a las pescaderías que seleccionan el pescado frente al turista y atraen la presencia de lobos marinos, quienes suben al muelle y disfrutan de pescado fresco. Su rada portuaria es de 28 hás 1.000 m² y su escollera mide 430 m de largo.
En la explanada portuaria se ubican diversas empresas que realizan paseos marítimos, sea para visitar las islas (Lobo y Gorriti) o emprender un día de pesca embarcado. 
El entorno al puerto de Punta del Este está rodeado de restaurantes, pubs, y expendios de frutos del mar.
El Puerto es visitado por turistas durante todo el año. En verano, varias embarcaciones amarran en el puerto y turistas llegan en cruceros. 
Es una zona donde hay varios restaurantes y se encuentra el Yacht Club Punta del Este.

## Servicios
- Travelift (botadas y varadas) para embarcaciones de hasta 25 Ton. de peso
- Agua potable
- Energía eléctrica
- Teléfono
- Combustible
- Baños
- Servicios higiénicos